# Iharos
Iharos est un village et une commune du comitat de Somogy en Hongrie.